# Vlag van Norfolk (Australië)

Vlag van Norfolk (ratio 1:2)

De vlag van Norfolk werd aangenomen op 21 oktober 1980. Hij is groen-wit-groen, met in het midden een groene boom. De boom in het midden van de vlag van Norfolk is een pinus, de Norfolk Island pinus.
De vlag lijkt enigszins op de vlag van Canada, omdat zij beide drie verticale banen in twee kleuren hebben en in het midden van de middelste baan een symbool. De vlag is ook analoog aan de vlag van Nigeria, die een driekleur van groen en wit op een vergelijkbare manier gebruikt.
De kleuren en symbolen van de vlag hebben een culturele, politieke en regionale betekenis. Het groen symboliseert de overvloedige vegetatie en het vruchtbare land van Norfolk. De Norfolk Pine komt oorspronkelijk van de eilanden, en is de officiële boom van het territorium.